# Foldrøy
Foldrøy is een plaats in de Noorse gemeente Bømlo, provincie Vestland. Foldrøy telt 344 inwoners (2007) en heeft een oppervlakte van 0,42 km².
Foldrøy · Langevåg · Melandsvågen · Mosterhamn · Rubbestadneset · Svortland